# 副總裁
副總裁（英語：Vice President，縮寫：VP），也譯作「副總經理」或簡稱「副總」，是現代企業組織內部的職位名稱。有一些政党組織在總裁之下也設立该职（例如曾经的中国国民党和现在的日本自民党）。

## 基本職務
副總裁是企業裡決定政策的人士之一。
通常一家大企業裡會有負責各種許多職務的副總裁，例如：財務副總裁、營運副總裁等；也有設置各種不同的等級的副總裁，例如：
- 高級／資深執行副總裁（Senior Executive Vice President）
- 執行副總裁（Executive Vice President）
- 高級／資深副總裁（Senior Vice President）
- 企业副總裁或第一副總裁（ 或 ）
- 助理副總裁（ 或 ）
- 副總監或高級總監（ 或 ）